# Президентські вибори в Хорватії 2014-2015
Перший тур президентських виборів 2014/2015 у Хорватії відбувся 28 грудня 2014 року. За результатами першого туру виборів найбільшу кількість голосів здобув чинний тоді президент Іво Йосипович — 38,46%, володарка другого місця, висуванка основної опозиційної партії Колінда Грабар-Кітарович одержала 37,22%. Оскільки у першому жоден із кандидатів не набрав 50% голосів, 11 січня 2015 проведено другий тур, перемогу у якому здобула Колінда Грабар-Кітарович, отримавши 50,73% голосів проти 49,27% у Іво Йосиповича. 

## Кандидати
Станом на 22 листопада 2014 р. про свою участь у виборах оголосили такі кандидати:
- Іво Йосипович, чинний глава держави і формально незалежний кандидат, висунутий Соціал-демократичною партією Хорватії, представник лівоцентристської платформи.[3] Також підтримується іншими членами правлячої лівоцентристської коаліції Кукуріку: Хорватською народною партією,[4] Істрійською демократичною асамблеєю[5] та Хорватською партією пенсіонерів.[6] Також його підтримують Хорватські лейбористи – Партія праці[7] та партія «Хорватський сталий розвиток».[8]
- Колінда Грабар-Кітарович, кандидатка від Хорватської демократичної співдружності, представниця правоцентристської платформи, кандидатуру офіційно підтверджено 12 червня 2014.[9] Також підтримується іншими членами правоцентристської опозиційної коаліції: Хорватською селянською партією,[10] Хорватською соціал-ліберальною партією, Хорватською партією права д-ра Анте Старчевича, Демократичною партією Загір'я, партією «Хорватський ріст» і блоком «Пенсіонери разом».
- Мілан Куюнджич, член правої популістської непарламентської партії «Хорватський світанок», висунутий коаліцією партій «Альянс за Хорватію», кандидатуру якого було офіційно підтверджено 18 жовтня 2014.[11]
- Іван Вілібор Синчич, студент, політичний діяч організації «Жива стіна» (хорв. Živi zid).

### Відкликані кандидатури
- Анто Джапич зняв свою кандидатуру 5 грудня на користь Колінди Грабар-Кітарович.[12]
- Іван Грубішич зняв свою кандидатуру 5 грудня на користь Івана Руде.[13]
- Іван Руде, юрист, який займався врегулюваннями передбанкрутного стану в кількох великих компаніях, кандидат від непарламентської партії «Голос здорового глузду», виступає з позицій лівого популізму і захисту робітничих прав. Зняв свою кандидатуру 6 грудня, не зумівши зібрати 10 000 підписів, необхідних для офіційної реєстрації кандидатом.[14]

## Перший тур

### Результати

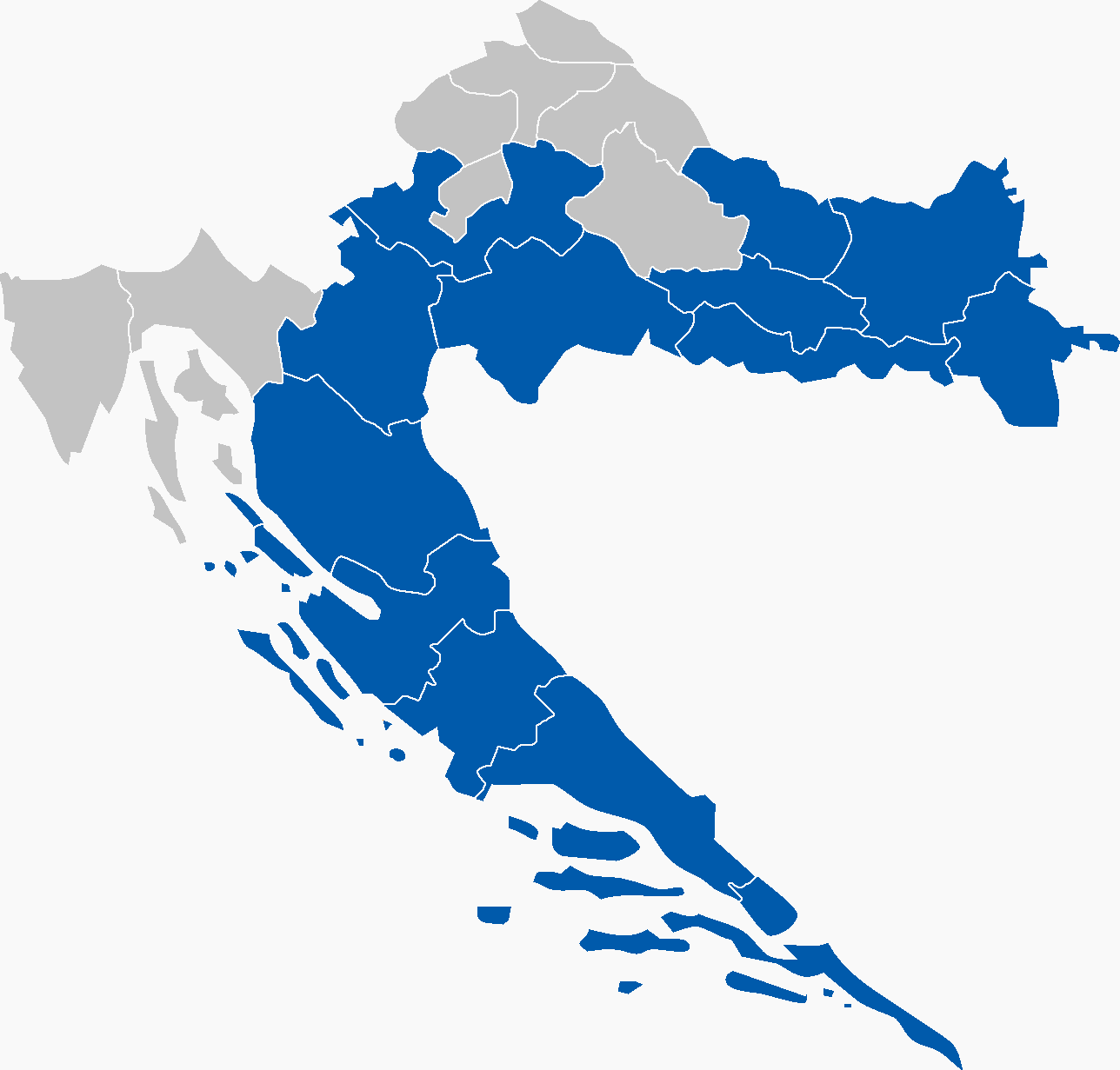
Результати першого туру по всіх округах Хорватії: кандидат, який набрав більшість голосів у кожному адміністративному окрузі.
Йосипович
Грабар-Кітарович

| кандидати        |                  |  |                  | кількість голосів |
| Йосипович        | Йосипович        |  | 687 678 (38,46%) | 687 678 (38,46%)  |
| Грабар-Кітарович | Грабар-Кітарович |  | 665 379 (37,22%) | 665 379 (37,22%)  |
| Синчич           | Синчич           |  | 293 570 (16,42%) | 293 570 (16,42%)  |
| Куюнджич         | Куюнджич         |  | 112 585 (6,30%)  | 112 585 (6,30%)   |

### Аналіз результатів першого туру
У першому турі найбільшу кількість голосів отримали чинний президент Іво Йосипович і кандидат від опозиції Колінда Грабар-Кітарович. Результат був примітний тим, що різниця голосів була набагато меншою, ніж це передбачалося у передвиборних опитуваннях, з розподілом голосів 38,46% і 37,22% відповідно.  Політолог Жарко Пуховскі розкритикував соцопитування за недосконалість вибірки і надмірну довірливість до телефонного опитування. 
Новий виборчий закон, запроваджений урядом Зорана Мілановича, обернувся значним скороченням кількості виборчих дільниць у сусідній Боснії і Герцеговині для громадян, які проживають там. Це призвело до значного зниження явки: від 50859 осіб, що проголосували у першому турі президентських виборів 2009 року, до 7372 у 2014 році. 

## Другий тур
У другому турі з абсолютною перевагою перемогла Колінда Грабар-Кітарович, ставши першою в історії Хорватії жінкою-президентом. Вона дістала підтримку 1 114 617 громадян або 50,73%  тих, хто прийшов на виборчі дільниці. За тодішнього президента Іво Йосиповича віддали свої голоси 1 082 401 людина або 49,27% тих, хто взяв участь у голосуванні. Суперників розділив лише один відсоток. Вирішальними на виборах були голоси невдоволених економічною політикою уряду Зорана Мілановича. Ці громадяни голосували не за того чи іншого президента, а проти виконавчої влади , а оскільки попередній президент належав до того самого лівоцентристського табору, що й голова уряду, то такі виборці фактично підтримали опозиційного кандидата. Крім того, позаяк після вступу Хорватії у Євросоюз не настало сподіваного підвищення рівня життя, поліпшення показників економіки, ефективності державного апарату й верховенства права, виборці забажали бачити на чолі держави особу, яка буде повсякчасно критикувати діяльність уряду. Грабар-Кітарович запевняла, що буде саме такою, завдяки чому і виграла вибори. Чинний тоді президент Іво Йосипович визнав поразку у другому турі виборів і привітав Грабар-Кітарович з перемогою.

## Спостерігачі на виборах
- Спостерігачі від кандидатів: [21]
  - Колінда Грабар-Кітарович – 9700
  - Іво Йосипович – 8728
  - Мілан Куюнджич – 1875
  - Іван Синчич – 362

- Спостерігачі від політичних партій:
  - Сталого розвитку Хорватії (з боку Йосиповича) – 191
  - Хорватської селянської партії (з боку Грабар-Кітарович) – 52
  - Хорватської народної партії (з боку Йосиповича) – 17

- Неурядові спостерігачі:
  - «В ім'я родини» – 682
  - Організація «Спостерігач» (Promatrač) – 53
  - Студентський католицький центр «Пальма» – 39
  - Громадська організація з нагляду за виборами «ГОНГ» – 15
  - «Хорватське відповідальне суспільство» – 5

## Опит громадської думки

### Перший тур
| Дата проведення | Опитувач/Замовник                 | Іво Йосипович | Колінда Грабар-Кітарович | Мілан Куюнджич | Інші  | Не визначилися / жоден | Іван Синчич |
| --------------- | --------------------------------- | ------------- | ------------------------ | -------------- | ----- | ---------------------- | ----------- |
| Дата проведення | Опитувач/Замовник                 |               |                          |                | Інші  | Не визначилися / жоден |             |
| 28.12           | Exit polls, Ipsos puls for Novatv | 38,80%        | 38,10%                   | 5,70%          |       |                        | 15,90%      |
| 19.12           | Ipsos plus for Novatv             | 46,5%         | 34,9%                    | 7,2%           |       |                        | 9,2%        |
| 18.12           | Promocija Plus for RTL            | 42,1%         | 30,5%                    | 9,3%           |       | 10,6%                  | 7,5%        |
| 04.12           | Promocija plus for RTL            | 42,3%         | 28,3%                    | 11,2%          | 9,5   | 8,7                    |             |
| 06.09           | Promocija plus                    | 48,9%         | 32,5%                    | 6,8%           |       |                        |             |
| 04.09           | Ipsos puls                        | 45,5%         | 30,9%                    | 2,1%           | 9,4%  | 12,1%                  |             |
| 04.08           | Promocija plus                    | 48,4%         | 33,6%                    | 4,8%           | 3,2%  | 10,0%                  |             |
| 01-03.07        | Promocija plus                    | 49,2%         | 35,2%                    | 4,3%           | 1,8%  | 9,4%                   |             |
| червень         | Promocija plus                    | 50,1%         | 29,2%                    | 6,2%           | 4,8%  | 9,6%                   |             |
| червень         | Ipsos puls                        | 50,3%         | 37,3%                    |                |       | 12,4%                  |             |
| травень         | Promocija plus                    | 52,5%         | 27,0%                    | 6,1%           | 5,9%  | 8,6%                   |             |
| квітень         | Promocija plus                    | 51,6%         | 27,2%                    | 4,5%           | 8,6%  | 8,2%                   |             |
| березень        | Promocija plus                    | 52,2%         | 28,4%                    |                | 8,8%  | 10,7%                  |             |
| лютий           | Promocija plus                    | 54,0%         | 24,0%                    |                | 10,3% | 11,7%                  |             |
| січень          | Promocija plus                    | 51,7%         | 17,4%                    |                | 19,9% | 11,0%                  |             |

### Йосипович проти Грабар-Кітарович – Перед першим туром
| Дата проведення | Опитувач/Замовник      | Іво Йосипович | Колінда Грабар-Кітарович | Не визначилися |
| --------------- | ---------------------- | ------------- | ------------------------ | -------------- |
| Дата проведення | Опитувач/Замовник      |               |                          |                |
| 18.11           | Promocija Plus for RTL | 52%           | 41,3%                    | 6,7%           |
| 4.11            | Promocija plus for RTL | 50,9%         | 41,4%                    | 7,7%           |